# Chenevrey-et-Morogne
Chenevrey-et-Morogne település Franciaországban, Haute-Saône megyében. Lakosainak száma 317 fő (2022. január 1.). Chenevrey-et-Morogne Cult, Burgille, Courchapon, Jallerange, Bay, Marnay és Sornay községekkel határos.

## Népesség
A település népességének változása:
| Lakosok száma | 294  | 300  | 306  | 308  | 312  | 320  | 324  | 330  | 317  |
|               | 2013 | 2015 | 2016 | 2017 | 2018 | 2019 | 2020 | 2021 | 2022 |